# Polina Kuklina
Polina Kouklina (14 de julio de 1986), conocida como Polina Kuklina, es una modelo rusa. Ha aparecido en la portada de Vogue Japón, Corea y Rusia.
Su carrera comenzó cuando ella y sus amigas asistierona un programa de modelos, esperando que su amiga fuera descubierta. En vez de eso, la descubrieron a ella y comenzó a hacer editoriales para Elle Rusia, Cosmopolitan Rusia y Vogue Rusia.[cita requerida]
Empezó a modelar en 2003 y ha desfilado para marcas como Prada, Alexander McQueen y Louis Vuitton. Ha aparecido en las portadas de Marie Claire Rusia y Vogue Italia, Japón, Corea y Rusia.